# YouTube Vanced
YouTube Vanced (ou simplesmente Vanced) foi um aplicativo do YouTube modificado por terceiros para Android com um bloqueador de anúncios integrado. Outros recursos do aplicativo incluíam bloqueador de patrocinadores durante os vídeos, reprodução em segundo plano, modo picture-in-picture gratuito, um tema preto AMOLED, controle de brilho e volume e a capacidade de restaurar a contagem de dislikes em vídeos. Uma versão para YouTube Music do Vanced também foi desenvolvida.
Em 13 de março de 2022, os desenvolvedores do Vanced anunciaram que o aplicativo seria descontinuado após receberem uma carta de cessação e desistência da Google. A Google também forçou os desenvolvedores a parar de desenvolver e distribuir o aplicativo. Embora ele continue funcionando para usuários que já o instalaram, ele provavelmente deixará de funcionar em algum momento no futuro, sem mais atualizações. No entanto, o ReVanced surgiu como um dos sucessores não oficiais do projeto, oferecendo funcionalidades semelhantes.